# Янда-Сук, Франтишек
Франтишек Янда-Сук (чеш. František Janda-Suk; 25 марта 1878, Пострижин — 23 июня 1955, Прага) — богемский (чешский) легкоатлет, серебряный призёр летних Олимпийских игр 1900.
На Играх 1900 Янда-Сук соревновался в метании диска и с результатом 35,14 м занял второе место, получив серебряную медаль.
Также он участвовал в летних Олимпийских играх 1912. В толкании ядра он занял 15-е место, а в метании диска — 17-е.